# Wereldkampioenschappen schaatsen afstanden 2024 - Ploegenachtervolging vrouwen
De ploegenachtervolging vrouwen op de wereldkampioenschappen schaatsen afstanden 2024 werd gereden op vrijdag 16 februari 2024 in de Olympic Oval in Calgary, Canada.
De Nederlandse ploeg werd dit jaar slechts tiende in de wereldbeker en wist zich als laatste te kwalificeren. Ze zette in de eerste rit een scherpe tijd neer, die slechts 0,44 seconden boven het wereldrecord lag. Het was zowel een Nederlands als baanrecord. Geen van de andere ploegen kwam daar nog onder. Titelverdediger Canada werd dit keer tweede. Japan werd derde.

## Uitslag
| #      | Land             | Schaatsers                                                          | Tijd          | Verschil | Rit             |
| ------ | ---------------- | ------------------------------------------------------------------- | ------------- | -------- | --------------- |
| Goud   | Nederland        | Joy Beune Irene Schouten Marijke Groenewoud Elisa Dul               | 2.51,20 NR BR | -        | 1 Wissel        |
| Zilver | Canada           | Valérie Maltais Ivanie Blondin Isabelle Weidemann Abigail McCluskey | 2.54,03       | + 2,83   | 3 Start- Finish |
| Brons  | Japan            | Momoka Horikawa Ayano Sato Miho Takagi Yuna Onodera                 | 2.54,89       | + 3,69   | 4 Start- Finish |
| 4      | Verenigde Staten | Brittany Bowe Mia Manganello Giorgia Birkeland Greta Myers          | 2.57,80       | + 6,60   | 3 Wissel        |
| 5      | China            | Han Mei Yang Binyu Jin Wenjing Tian Ruining                         | 2.59,57       | + 8,37   | 1 Start- Finish |
| 6      | Duitsland        | Lea-Sophie Scholz Josphine Schlörb Josie Hofmann                    | 2.59,72       | + 8,52   | 2 Start- Finish |
| 7      | Polen            | Natalia Jabrzyk Karolina Bosiek Magdalena Czyszczoń Olga Piotrowska | 3.00,58       | + 9,38   | 4 Wissel        |
| 8      | Zwitserland      | Jasmin Güntert Kaitlyn McGregor Ramona Härdi                        | 3.00,86       | + 9,66   | 2 Wissel        |

Reserves zijn schuingedrukt.

## IJs- en klimaatcondities
|                  | Start  | Eind   |
| ---------------- | ------ | ------ |
| Tijd             | 12:30  | 12:47  |
| Luchttemperatuur | 17,9°C | 17,9°C |
| IJstemperatuur   | -8,1°C | -8,1°C |
| Luchtvochtigheid | 33,0%  | 33,0%  |

2005 · 
2007 · 
2008 · 
2009 · 
2011 · 
2012 · 
2013 · 
2015 · 
2016 · 
2017 · 
2019 · 
2020 · 
2021 · 
2023 · 
2024 · 
2025